# Plataforma de Esquerda
Plataforma de Esquerda foi um grupo político português.
Foi formado em 1992 por dissidentes do PCP como José Barros Moura, Miguel Portas, José Jorge Letria, Daniel Oliveira, Joaquim Pina Moura, José Luís Judas, Raimundo Narcisso, Mário Lino, e José Magalhães, entre outros. Extinguiu-se dois anos mais tarde quando a maioria dos seus elementos aderiu ao PS.  
Mais adiante nasceu Política XXI, um movimento que agrupou activistas da Plataforma de Esquerda, do antigo movimento de resistência antifascista MDP, e activistas estudantis independentes que se revelaram nas lutas pelo acesso democratizado à Universidade e pela sua gratuidade. A Política XXI será uma das três formações que está, em 1999, na origem do Bloco de Esquerda.